# Stressenhausen

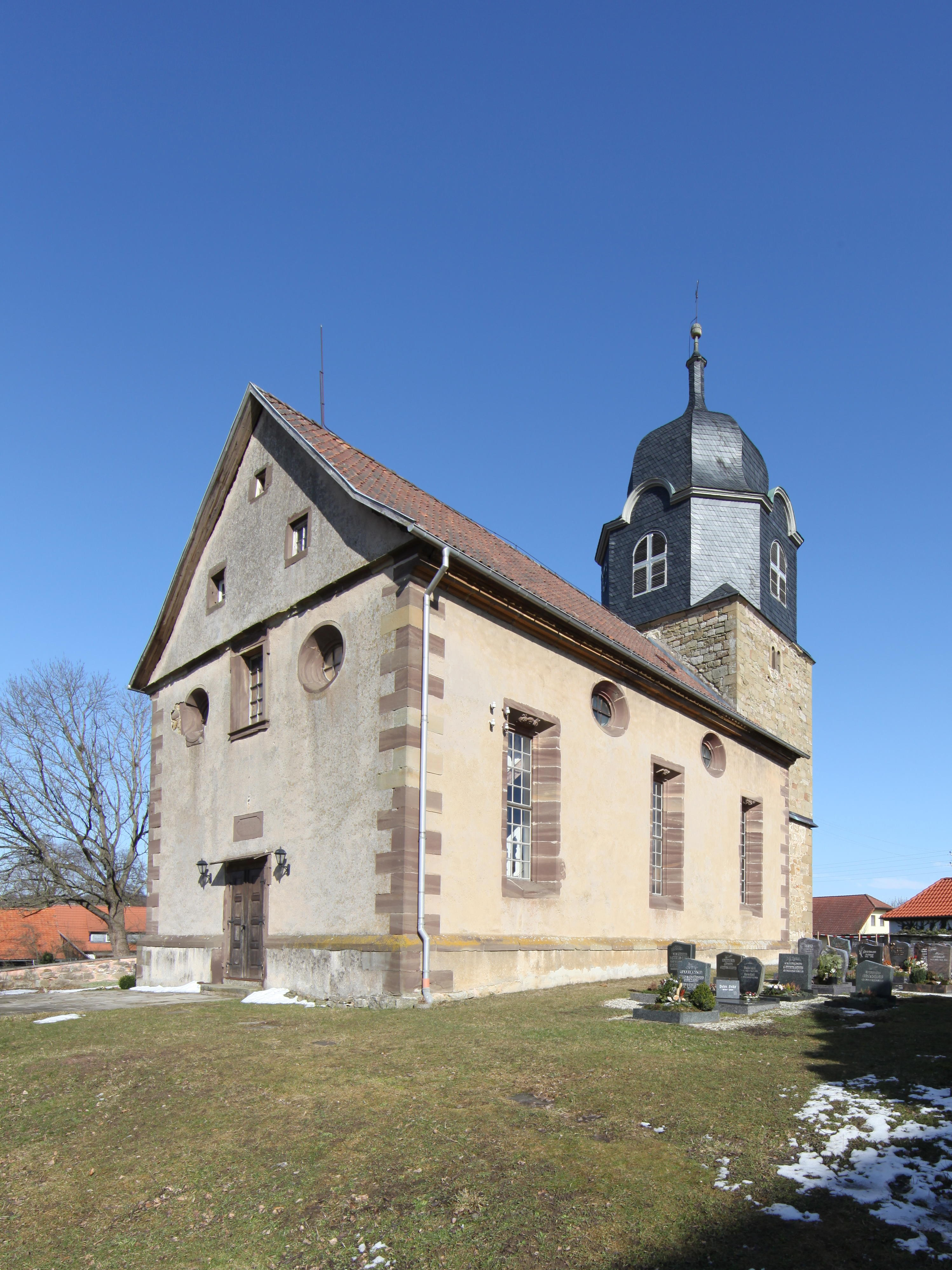
Evangelisch-lutherische Kirche St. Bartholomäus

Stressenhausen ist ein Ortsteil von Straufhain im Landkreis Hildburghausen in Thüringen.

## Lage
Stressenhausen liegt an der Rodach nördlich von Streufdorf in einem ländlichen Gebiet einer Vorgebirgslage. Der Ort wird von der Landesstraße 2673 erschlossen. Von 1888 bis 1946 bestand eine Bahnverbindung nach Hildburghausen.

## Geschichte
Im Jahr 1191 wurde Stressenhausen als „Stresinhusin“ erstmals urkundlich erwähnt. Der Ortsname ist wohl eine althochdeutsche Ableitung des Personennamens „Streczo“.
Im Jahr 1442 erhielt die Kirchengemeinde eine eigene Vikarie und 1529 nach der Reformation eine Pfarrei.
Eine Haltestelle an der Bahnstrecke Hildburghausen–Lindenau-Friedrichshall, die etwa ein Kilometer nordwestlich des Ortes lag, verband Stressenhausen seit 1898 mit Hildburghausen. 1946 erfolgte die Demontage der Schmalspurstrecke.

## Persönlichkeiten
- Johannes Büttner (1627–1676), evangelischer Theologe[3]
- Dorothea Sterzenbach, „die alte Kirchnerin“ genannt (–1679), Opfer eines Hexenprozesses, wurde verurteilt und enthauptet.
- Caspar Schippel (1648–1722), Orgelbauer und Müller, der in Südthüringen tätig war